# Ivan M. Niven

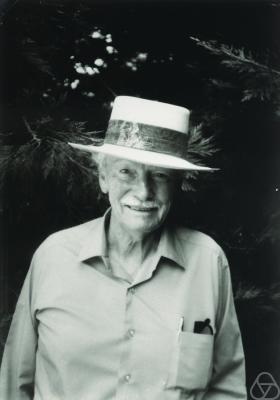
Ivan M. Niven

Ivan Morton Niven (* 25. Oktober 1915 in Vancouver; † 9. Mai 1999 in Eugene) war ein US-amerikanisch-kanadischer Mathematiker, der sich insbesondere mit Zahlentheorie (diophantische Approximation, additive Zahlentheorie, Irrationalitäts- und Transzendenzfragen) und Kombinatorik beschäftigte.

## Biographie
Niven studierte an der University of British Columbia (Master-Abschluss 1936) und promoviert 1938 an der University of Chicago bei Leonard Dickson (A Waring Problem). 1938/39 war er bei Hans Rademacher an der University of Pennsylvania. Danach war er drei Jahre an der University of Illinois und fünf Jahre an der Purdue University, bevor er 1947 an die University of Oregon ging, wo er bis zu seiner Emeritierung 1982 blieb. 1957/58 war er Gastprofessor an der Stanford University und 1964/65 an der University of California, Berkeley.
1947 gab er einen einfachen Beweis für die Irrationalität von {\displaystyle \pi } (schon von Johann Heinrich Lambert 1760 bewiesen). Bekannt war er auch für eine Arbeit über das Waring-Problem (über das er schon promovierte). Dieses Problem, das auf eine von Edward Waring 1770 aufgestellte Vermutung zurückgeht, fragt nach der kleinsten natürlichen Zahl {\displaystyle g(k)}, so dass jede natürliche Zahl die Summe von höchstens {\displaystyle g(k)} {\displaystyle k}-ten Potenzen natürlicher Zahlen ist. David Hilbert hatte 1909 die Existenz eines solchen {\displaystyle g(k)} schon nachgewiesen. Niven schloss in seiner Arbeit von 1944 eine Reihe von Arbeiten seines Lehrers Dickson, von Pillai und R. K. Rubugunday ab. Als Ergebnis ihrer Arbeiten konnte für Exponenten {\displaystyle k\geq 6} eine Formel für die {\displaystyle g(k)} angegeben werden:
{\displaystyle g(k)=\left\lfloor \left({\frac {3}{2}}\right)^{k}\right\rfloor +2^{k}-2}.
Er schrieb eine Reihe Mathematikbücher (u. a. eine bekannte Einführung in die elementare Zahlentheorie) und reiste auch in den 1960er Jahren regelmäßig im Auftrag der Mathematical Association of America (MAA), um populäre Vorträge über Mathematik zu halten. 1974/75 war er Vizepräsident der MAA und 1983/84 ihr Präsident. 1989 erhielt er die höchste Auszeichnung der MAA, den Award for Distinguished Service in Mathematics. Für seinen Artikel über formale Potenzreihen im American Mathematical Monthly 1969 erhielt er 1970 den Lester R. Ford Award der MAA. 
1981 erhielt er den Charles E. Johnson Award der University of Oregon. 1962 hielt er einen Vortrag auf dem Internationalen Mathematikerkongress in Stockholm (On the covering of lattice points in 3-space).
Niven arbeitete mehrfach mit Paul Erdős zusammen.
Niven-Zahlen und die Niven-Konstante sind nach ihm benannt; außerdem wurde im Jahre 2000 der 1998 entdeckte Asteroid (12513) Niven nach ihm benannt. Der Satz von Niven behandelt die Frage der rationalen Werte trigonometrischer Funktionen bei rationalen Werten des Arguments in Grad.

## Schriften
- mit Herbert Samuel Zuckerman, Hugh Montgomery: Introduction to the theory of numbers, 5. Auflage, Wiley 1991 (englisch zuerst Wiley 1960, deutsch Niven, Zuckerman: Einführung in die Zahlentheorie, BI Verlag 1976, 2. Bände)
- Maxima and Minima without Calculus, MAA, Dolciani Mathematical Expositions, 1981
- Diophantine Approximations, Interscience 1963
- Irrational Numbers, Carus Mathematical Monograph 1956
- Numbers: Rational and Irrational, Random House 1961
- Mathematics of Choice- how to count without counting, MAA 1965
- Calculus – an introductory approach, Princeton, Van Nostrand 1961, 1965

## Verweise
1. ↑  Bulletin AMS, Bd. 53, 1947, S. 509
2. ↑  Ivan Niven: An unsolved case of the Waring Problem. In: American Journal of Mathematics. Band 66, 1944, Seiten 137–143.
3. ↑  für die Werte {\displaystyle k=3,4,5} sind die Werte ebenfalls genau bekannt, {\displaystyle k=2} hatte schon Lagrange erledigt
4. ↑  Niven: Formal power series, American Math. Monthly, Bd. 76, 1969, S. 871–889

| Personendaten    | Personendaten                            |
| ---------------- | ---------------------------------------- |
| NAME             | Niven, Ivan M.                           |
| ALTERNATIVNAMEN  | Niven, Ivan Morton (vollständiger Name)  |
| KURZBESCHREIBUNG | US-amerikanisch-kanadischer Mathematiker |
| GEBURTSDATUM     | 25. Oktober 1915                         |
| GEBURTSORT       | Vancouver                                |
| STERBEDATUM      | 9. Mai 1999                              |
| STERBEORT        | Eugene, Oregon                           |